# Gígja Björnsdóttir
Gígja Björnsdóttir (* 2. April 1998) ist eine isländische Skilangläuferin.

## Karriere
Über FIS-Wettbewerbe qualifizierte sich Gígja Björnsdóttir für die Nordischen Ski-Weltmeisterschaften 2021 in Oberstdorf, wo sie im Sprint-Wettbewerb und bei dem 10-Kilometer-Lauf in Freistil an den Start ging. Am 25. Februar 2021 belegte sie in der Qualifikation des Sprint-Wettbewerbes in einer Zeit von 3:41,73 Minuten den 86. Platz und verpasste damit die Qualifikation für das Viertelfinale. Über die 10 Kilometer belegte sie am 2. März 2021 mit mehr als sieben Minuten Rückstand auf die Siegerin Therese Johaug den 76. Platz.